# Paràbola de l'administrador astut
La paràbola de l'administrador astut és una història explicada per Jesús i recollida a l'evangeli segons Lluc (Lc 16:1-13).

## Argument
Un amo va cridar al seu administrador perquè li retés comptes, havia sentit a dir que era deshonest. Aquest va veure perillar la seva feina així que va assegurar que tindria ajuda un cop al carrer, per tant va cridar els principals deutors del seu amo i els va rebaixar la factura pendent. Quan l'amo va descobrir aquests moviments, va lloar l'astúcia de l'administrador.

## Anàlisi
Aquesta paràbola és controvertida en la seva interpretació perquè a simple vista sembla que Jesús lloï les trampes als negocis. En realitat, però, la història és una condemna de la usura i una crida a ajudar els necessitats i usar els diners per guanyar aliats i no solament per al benefici personal. És a dir, s'alerta que la finalitat de la riquesa no pot ser ella mateixa, sinó els altres.